# Питър Хелър
Питър Хелър (на английски: Peter Heller) е американски журналист и писател на произведения в жанра трилър, приключенски роман, научна фантастика и документалистика.

## Биография и творчество
Питър Хелър е роден на 13 февруари 1959 г. в Ню Йорк, САЩ, в семейството на Джон и Каролин, писател и художничка. Най-големият от трите деца. Израства в Бруклин. Завършва гимназия във Върмонт. Следва в Колеж „Дартмут“ в Ню Хампшър, който завършва с бакалавърска степен по английска филология.през 1982 г. Като студент се запалва по пътуванията и по спускането с каяк в бързи води. Впоследствие става състезател и инструктор по кану-каяк, както и водач на речни експедиции.
След дипломирането си работи на различни временни места, после като журналист за Националното публично радио, и за списанията Outside Magazine, Men's Journal и National Geographic Adventure. Автор е на десетки отличени с литературни награди пътеписи за приключенията си в Памир, в Тяншан, в Кавказ, Централна Америка и Перу. Получава през 1994 г. магистърска степен по творческо писане на белетристика и поезия от писателската работилница на Айова.
Първата му книга Hell Or High Water (Ад или висока вода) е издадена през 2004 г. В нея представя като очевидец истинската история за героичното завоюване на последната голяма награда за приключения в света от елитен отбор по каяк – река Брахмапутра (в горния участък в каньона Цангпо в Тибет, наричан още „Бялата вода“) през 2002 г.
В книгата си The Whale Warriors (Войните на китовете) от 2007 г. проследява дейността на екопиратския кораб „Фарли Моуът“ на радикалната организация за морска защита Sea Shepherd през 2005 г., който напада японски риболовни кораби ловуващи застрашени китове в резервата за китове в Южния океан. През пролетта на 2007 г. участва в тайните снимки на филма The Cove край крайбрежието на префектура Вакаяма, където всяка година биват избивани над 20 000 делфина.
Първият му роман „Кучешките звезди“ е издаден през 2012 г. Той е фантастична постапокалиптична история за пилота Хиг, който живее самотен след световна пандемия от грип, но е готов да рискува живота си, за да преоткрие приятелството, любовта и щастието. Романът става бестселър и е преведен на 18 езика по света. Романът е презвиден за екранизиране в едноименния филм.
Питър Хелър живее със семейството си до езерото Слоун край Денвър, Колорадо.

## Произведения

### Самостоятелни романи
- The Dog Stars (2012)[1][2][3]
Кучешките звезди, изд.: „ Екслибрис“, София (2013), прев. Борислав Стефанов
- The Painter (2014)
- Celine (2017)
- The River (2019)
- The Orchard (2019)
- The Guide (2021)
Инструкторът, изд.: ИК „Обсидиан“, София (2022), прев. Боян Дамянов

### Документалистика
- Hell Or High Water: Surviving Tibet's Tsangpo River (2004)[1][3]
- The Whale Warriors: The Battle at the Bottom of the World to Save the Planet's L (2007)
- Kook: What Surfing Taught Me About Love, Life, and Catching the Pe (2010)

### Поезия
- The Longboat
- The Psalms of Malvine – поема[4]

### Екранизации
- The Dog Stars The Dog Stars